# Time (라이오넬 리치의 음반)
《Time》은 1998년 6월 23일에 발매된 미국의 싱어송라이터 라이오넬 리치의 다섯 번째 스튜디오 음반이다. 그의 이전 자료보다 훨씬 적은 양이 팔리면서 상업적으로 실망스러웠다.

## 평가
| 전문가 평가       | 전문가 평가 |
| 평가 점수         | 평가 점수   |
| 출처              | 점수        |
| ----------------- | ----------- |
| AllMusic          | [ 1 ]       |
| Los Angeles Times | [ 2 ]       |

올뮤직의 편집자 스티븐 토마스 얼와인은 《Time》이 "《Lionel Richie》나 《Can't Slow Down》의 키와 잘 맞지 않지만, 90년대 후반에 그의 친숙한 감미롭고 유혹적인 발라드와 가벼운 펑크의 조합을 성공적으로 업데이트한다는 것을 발견했습니다. 그가 여기에 가벼운 힙합 리듬을 포함시킬 때마다, 그것은 덜 강제적으로 들리고, 춤곡들은 종종 전염성이 있습니다. 마찬가지로, 발라드는 기억에 남을 만한 강한 (비록 서투른) 훅을 가지고 있습니다. 《Time》은 그가 꽤 오랜 시간 동안 발표한 가장 만족스러운 노력입니다." 《로스앤젤레스 타임스》의 비평가 코니 존슨은 "리치가 가장 잘하는 것은 이 음반의 〈Everytime〉과 〈The Dearly Thing to Heaven〉이 아름다운 단어와 개인적으로 소리 나는 증언이라는 것을 발견했습니다. 그러나 그는 사회적 논평을 시도한 것에 대해 비틀거립니다. 와이클리프 장과 밥 딜런이 혼합되어 있지 않기 때문에, 〈To the Rhythm〉과 같은 곡들은 의도는 좋으나 가볍고 진부한 곡들로 가득 차 있습니다."

## 곡 목록
| #   | 제목                            | 작사·작곡                                            | 재생 시간 |
| --- | ------------------------------- | ---------------------------------------------------- | --------- |
| 1.  | 〈Zoomin'〉                     | 라이오넬 리치, 로이드 톨버트, 제임스 앤서니 카마이클 | 4:23      |
| 2.  | 〈I Hear Your Voice〉           | 리치, 다이앤 워런, 데이비드 포스터                   | 4:00      |
| 3.  | 〈Touch〉                       | 리치, 톨버트                                         | 5:08      |
| 4.  | 〈Forever〉                     | 리치                                                 | 4:33      |
| 5.  | 〈Everytime〉                   | 리치                                                 | 4:15      |
| 6.  | 〈Time〉                        | 리치                                                 | 6:11      |
| 7.  | 〈To the Rhythm〉               | 리치, 다 부기 맨                                     | 5:14      |
| 8.  | 〈Stay〉                        | 리치, 톨버트                                         | 4:09      |
| 9.  | 〈(That's) The Way I Feel〉     | 루이스, 키스 앤디스                                  | 3:07      |
| 10. | 〈The Closest Thing to Heaven〉 | 워런                                                 | 4:00      |
| 11. | 〈Someday〉                     | 리치, 딩키 빙엄, 안드레 베츠                         | 4:23      |
| 12. | 〈Lady〉                        | 리치                                                 | 4:26      |